# Der kleine Brockhaus

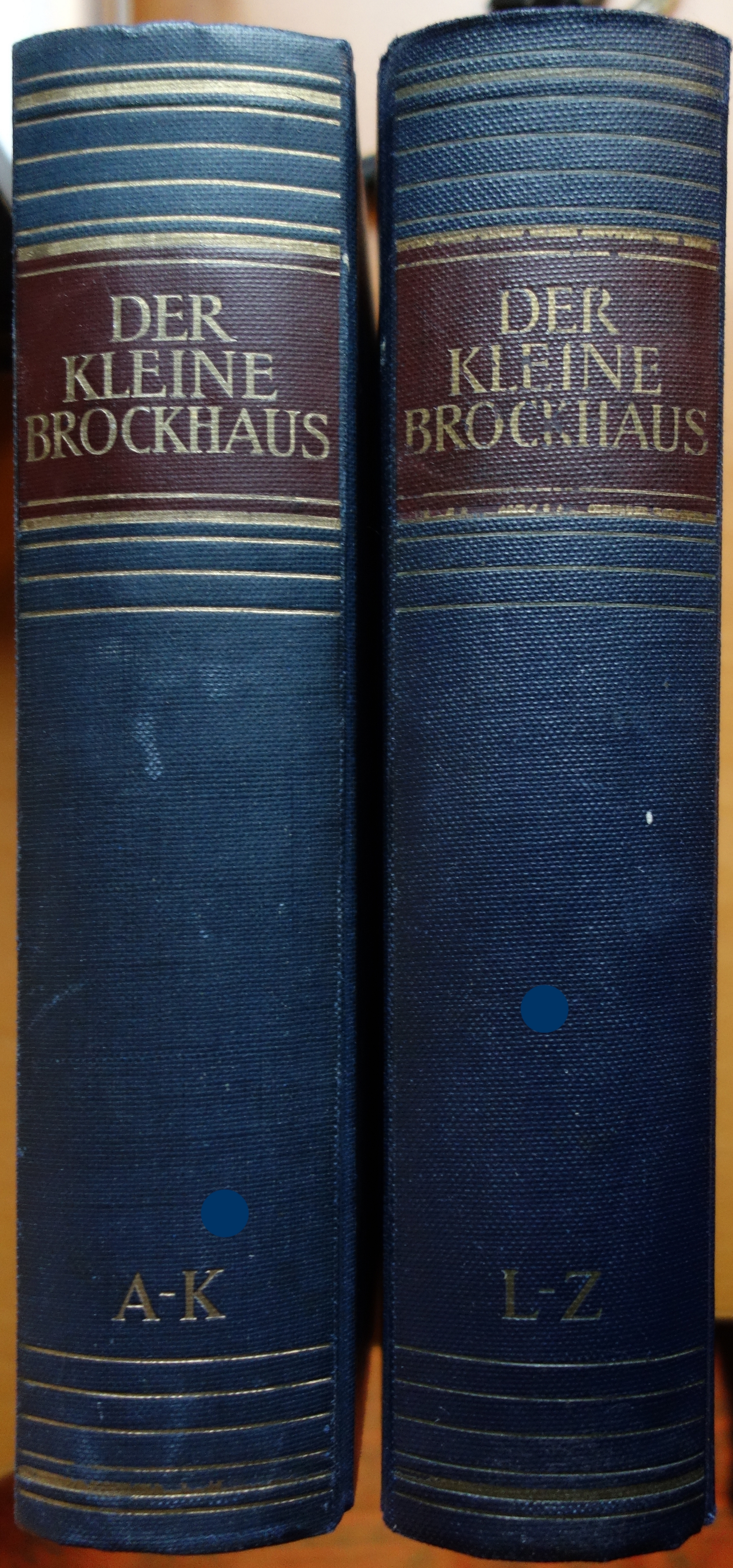
Kleiner Brockhaus von 1949

Der kleine Brockhaus bezeichnet eine Serie von Lexika aus dem Verlag F. A. Brockhaus.
Der kleine Brockhaus. Handbuch des Wissens in einem Band erschien 1925. Er hatte 804 Seiten, über 5400 Abbildungen und Karten im Text und auf 88 einfarbigen und bunten Tafel- und Kartenseiten, sowie 36 Übersichten und Zeittafeln. Ein zweiter Druck erfolgte 1926, er enthielt 6000 Abbildungen und Karten im Text und auf 89 einfarbigen und bunten Tafel- und Kartenseiten, sowie 37 Übersichten und Zeittafeln.
Die zweite Auflage erschien 1930 mit über 6200 Abbildungen und Karten im Text und auf 91 einfarbigen und bunten Tafel- und Kartenseiten sowie mit 37 Übersichtskarten und Zeittafeln.
Die erste Nachkriegsausgabe 1949, in Wiesbaden herausgegeben, bestand aus zwei Bänden mit jeweils etwa 700 Seiten. Die Ausgabe bewarb sich mit insgesamt 5400 Abbildungen und Karten im Text, mit mehr als hundert bunten und einfarbigen Tafelseiten und zweihundert Übersichten und Zeittafeln.
Die völlig umgestaltete Neuausgabe, die vierte Auflage, erschien 1961.